# ادگار سیرز
ادگار سیرز (انگلیسی: Edgar Syers؛ ۱۸ مارس ۱۸۶۳ – ۱۶ فوریهٔ ۱۹۴۶ ) اسکیت‌باز نمایشی اهل بریتانیا بود.